# Sainte-Gemme, Charente-Maritime
Sainte-Gemme är en kommun i departementet Charente-Maritime i regionen Nouvelle-Aquitaine i västra Frankrike. Kommunen ligger  i kantonen Saint-Porchaire som ligger i arrondissementet Saintes. År 2022 hade Sainte-Gemme 1 364 invånare.

## Befolkningsutveckling
Antalet invånare i kommunen Sainte-Gemme
Referens:INSEE